# Pattamundai
Pattamundai (Oriya ପଟ୍ଟାମୁଣ୍ଡାଇ) ist eine Stadt im ostindischen Bundesstaat Odisha. 
Pattamundai liegt in der Küstenebene im Distrikt Kendrapara.
Die Stadt befindet sich 70 km westlich von Cuttack und lediglich 20 km von der Küste des Golfs von Bengalen entfernt. Der Fluss Brahmani strömt nördlich an der Stadt vorbei.  
Die Odisha-Fernstraße 9A führt von Pattamundai zur 17 km südwestlich gelegenen Distrikthauptstadt Kendrapara.
Pattamundai wurde 2014 von einem Notified Area Council zu einer Municipality erhoben.
Beim Zensus 2011 hatte Pattamundai 36.528 Einwohner.